# Хилови критеријуми узрочности
Критеријуми Бредфорд Хила, иначе познати као Хилови критеријуми узрочности, чине групау од девет принципа који могу бити корисни у успостављању епидемиолошких доказа о узрочно-последичној вези између претпостављеног узрока и уоченог ефекта и који се широко користе у истраживањима јавног здравља. Саставио их је 1965. године енглески епидемиолог сер Остин Бредфорд Хил.
Дејвид Фредрикс и Дејвид Релман су 1996. године користили Хилове критеријуме у свом основном раду о микробној патогенези.

## Дефиниција
Године 1965. енглески статистичар Сир Остин Бредфорд Хил предложио је скуп од девет критеријума за пружање епидемиолошких доказа о узрочно-последичној вези између претпостављеног узрока и уоченог ефекта. (На пример, он је показао везу између пушења цигарета и рака плућа.) Списак критеријума је следећи:
1. Јачина (величина ефекта): Слаба повезаност не значи да не постоји узрочна последица, мада што је већа, већа је вероватноћа да је узрочна.
2. Доследност (поновљивост): Доследни налази које су приметиле различите особе на различитим местима са различитим узорцима повећавају вероватноћу ефекта.
3. Одређеност: Узрочност је вероватна ако постоји врло одређена популација на одређеном месту и болест без другог могућег објашњења. Што је веза између фактора и ефекта конкретнија, то је већа вероватноћа узрочне везе.[3]
4. Темпоралност: Последица се мора појавити након узрока (и ако постоји очекивано кашњење између узрока и очекиване последице, онда се ефекат мора појавити након тог кашњења).
5. Биолошки градијент (однос доза-одговор): Већа изложеност би генерално требало да доведе до веће инциденције ефекта. Међутим, у неким случајевима, само присуство фактора може изазвати ефекат. У другим случајевима примећује се инверзна пропорција: већа изложеност доводи до мање инциденце.[3]
6. Веродостојност (биолошка веродостојност): Уверљив механизам између узрока и последице је од помоћи (Хил је приметио да је знање о механизму ограничено тренутним знањем).
7. Кохерентност : Кохерентност између епидемиолошких и лабораторијских налаза повећава вероватноћу ефекта. Међутим, Хил је приметио да „недостатак таквих [лабораторијских] доказа не може поништити епидемиолошки ефекат на асоцираност“.
8. Експеримент: „Повремено је могуће позвати се на експерименталне доказе”.
9. Аналогија: Употреба аналогија или сличности између посматране асоцијације и било које друге асоцијације.

Неки аутори такође разматрају критеријумом и реверзибилност: ако се избрише узрок онда би и ефекат требало да нестане.
Критеријуми Бредфорд Хила били су широко прихваћени као корисне смернице за истраживање узрочности у епидемиолошким студијама, али је њихова вредност доведена у питање јер су помало застарели.
Поред тога, неке предложене опције о начину примене укључују:
1. Користећи контрачињенично разматрање као основу за примену сваког критеријума.[6]
2. Поделивши их у три категорије: директни, механички и паралелни докази, за које се очекује да се међусобно допуњују. Ова оперативна преформулација критеријума недавно је предложена у контексту медицине засноване на доказима.[7]
3. Узимајући у обзир збуњујуће факторе и пристрасност.[8]
4. Користећи Хилове критеријуме као водич, али их не узимајући у обзир да би дали дефинитивне закључке.[9]
5. Раздвајање узрочне повезаности и интервенција, јер су интервенције у јавном здрављу сложеније него што се може проценити коришћењем Хилових критеријума[10]

- Кохови постулати
- Јавно здравље